# Lepidocolaptes leucogaster
Lepidocolaptes leucogaster е вид птица от семейство Furnariidae.

## Разпространение
Видът е разпространен в Мексико.